# Publius Quinctilius Varus
Publius Quinctilius Varus (46 f.Kr. – 9 e.Kr.) var en romersk politiker og feltherre. Han er mest kendt for sin rolle i Varusslaget  i Teutoburgerskoven, hvor tre romerske legioner under Varus' kommando blev udslettet og Varus begik selvmord.

## Familieforhold
Varus tilhørte en patricisk, men fattig og mindre betydende familie af Quinctilius-tribuner. Hans fader var Sextus Quinctilius Varus, som var senator. Faderen tilhørte det tabende konservativt-republikanske parti i borgerkrigen mod Cæsar, men overlevede i første omgang og var muligvis involveret i mordet på Cæsar. I forbindelse med slaget ved Filippi år 43 f.Kr., hvor Cæsar-morderne blev besejret, begik faderen selvmord.
Til trods for faderens politiske tilhørsforhold blev Varus en støtte af Octavian, den senere kejser Augustus. Omkring 14 f.Kr. giftede han sig med Vipsania Marcella, som var datter af kejser Augustus' mand til det grove, general Marcus Vipsanius Agrippa og desuden en grandniece af Augustus selv. Herved kom Varus til at tilhøre inderkredsen omkring kejseren. Da hans første kone døde omkring år 2 f.Kr. giftede han sig med Claudia Pulchra, som også var en grandniece af kejseren. Parret fik en søn.

## Politisk karriere
Varus arbejdede sig op igennem det politiske system og blev i 13 f.Kr. konsul sammen med Tiberius, som var Augustus' stedsøn og som fulgte ham som kejser. Omkring 9 f.Kr. blev Varus statholder (legat) for en provins i Afrika. Det eneste kendte portræt af Varus stammer fra en mønt fundet i byen Achulla i Nordafrika. 
I 7 f.Kr. kom han til Syrien som statholder. Herunder hørte også Judæa med hovedstaden Jerusalem. I 4 f.Kr. udbrød en opstand i Judæa i forbindelse med kong Herodes den Stores død. Den blev brutalt slået ned af Varus og hans fire legioner. Varus lod 2000 oprørere korsfæste langs vejen fra Jerusalem til Damaskus. Han var  yderst forhadt af jøderne. I øvrigt er det mere sandsynligt, at det var Varus, som var statholder i Syrien, da Jesus blev født, end at det var den Quirinius, som nævnes i Lukasevangeliet.
Efter statholderskabet i Syrien vendte Varus tilbage til Rom, hvor han opholdt sig i nogle år. I 5 e.Kr. blev han statholder i Germanien. Her havde man i årene forud erobret og pacificeret området mellem Rhinen og Donau mod syd og Elben mod nord. Det blev nu Varus' opgave at få området indlemmet i den romerske magtsfære, blandt andet ved at opkræve skatter og ved at indføre det romerske retssystem. For at udføre disse opgaver drog Varus hvert sommer op i området omkring Weser med de tre legioner, han havde til rådighed. Om vinteren trak de sig tilbage til legionernes faste garnisoner ved Rhinen og floden Lippe.

## Varus-slaget
Også i sommeren år 9 e.Kr. drog Varus nordpå med de tre legioner. Han blev advaret om, at der var stigende uro blandt de germanske stammer, især var de utilfredse med at blive påtvunget romersk lovgivning, men Varus tog ikke notits af advarslerne. Om efteråret marcherede legionerne samlet tilbage mod vintergarnisonerne. Under marchen blev Varus overtalt til at benytte en anden rute end den sædvanlige under påskud af, at der var udbrudt en opstand i den vestlige del af området. De tre legioner blev lokket i baghold og fuldstændigt nedkæmpet af germanske stammekrigere under ledelse af cheruskerhøvdingen Arminius. Da Varus indså situationens håbløshed, begik han selvmord. Hans lig blev fundet af germanerne, og hans afskårne hoved blev først sendt som gave til markomannerkongen Marbod i det nuværende Tjekkiet. Denne afslog dog at modtage gaven og sendte hovedet videre til Rom.
Det har været uklart, hvor slaget fandt sted. Den romerske forfatter Tacitus skriver i sine årbøger (Annales), at det fandt sted i "Saltus Teutoburgiensis" (Teutoburgerskoven). Det område i Nordtyskland, som nu går under dette navn, har imidlertid først fået navnet i 1700-tallet. Nu mener man, at Varus-slaget fandt sted ved Kalkriese nord for Osnabrück.
Slaget var én af romernes største militære katastrofer, og nederlaget førte til opgivelse af området nord for Rhinen og Donau. Det siges, at kejser Augustus, da han fik meddelelse om nederlaget rev sine klæder i stykker, lod hår skæg og negle vokse og hamrede sit hoved ind i væggen, mens han råbte: Varus, Varus, giv mig mine legioner tilbage.

## Eksterne links
- http://www.livius.org. Publius Quinctilius Varus
- http://www.kalkriese-varusschlacht.de

1. ↑  Navnet er anført på engelsk og stammer fra Wikidata hvor navnet endnu ikke findes på dansk.
2. ↑  Navnet er anført på engelsk og stammer fra Wikidata hvor navnet endnu ikke findes på dansk.
3. ↑  Navnet er anført på engelsk og stammer fra Wikidata hvor navnet endnu ikke findes på dansk.
4. ↑  Navnet er anført på engelsk og stammer fra Wikidata hvor navnet endnu ikke findes på dansk.